# Vollstreckbare Urkunde

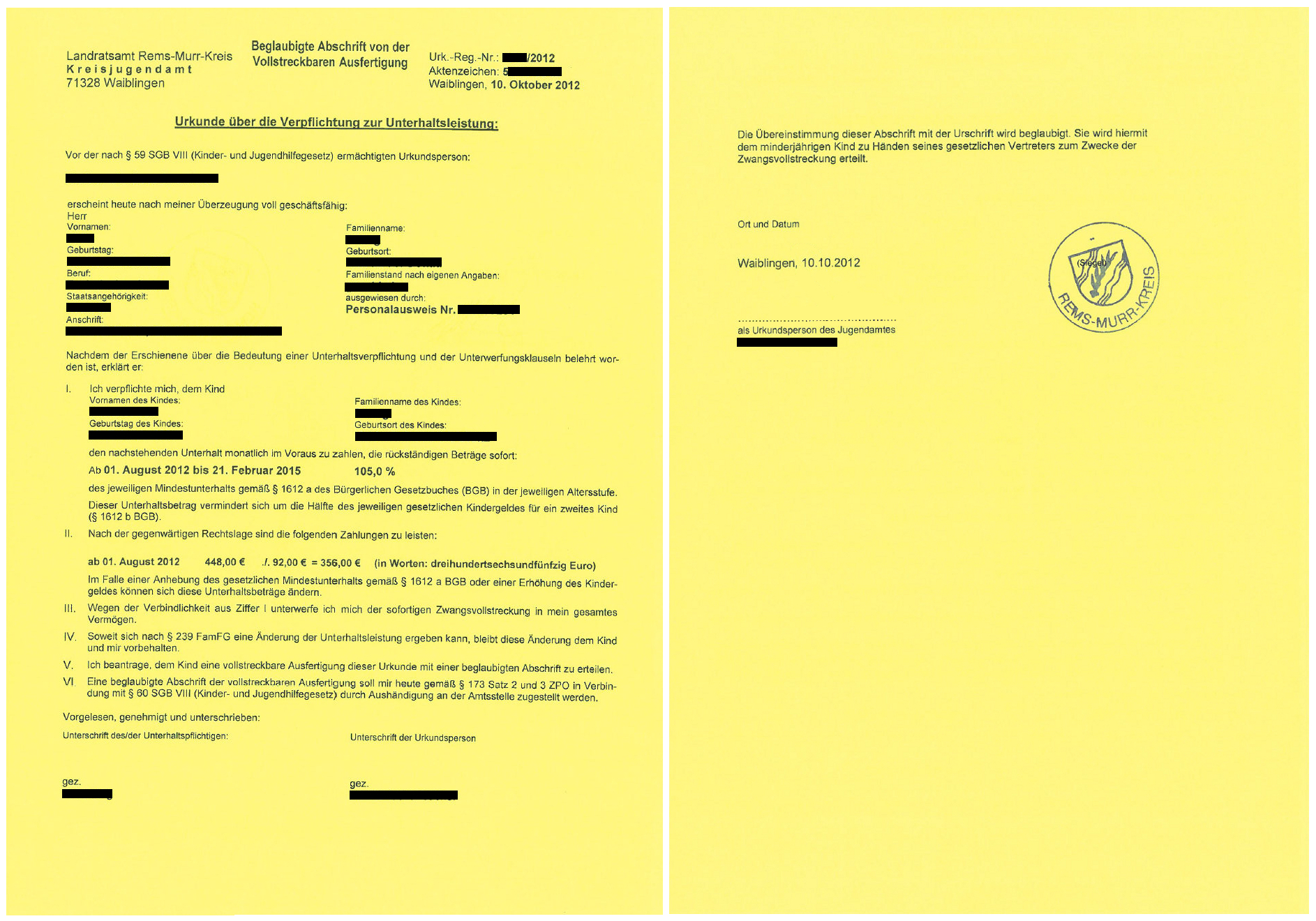
Jugendamtsurkunde mit Unterwerfung unter die sofortige Zwangsvollstreckung (Ziff. III).

Eine vollstreckbare Urkunde gehört gemäß § 794 Abs. 1 Nr. 5 Zivilprozessordnung (ZPO) zu den weiteren Vollstreckungstiteln, aus denen die Zwangsvollstreckung stattfindet. Die Urkunde muss 
- von einem deutschen Gericht oder von einem deutschen Notar innerhalb der Grenzen seiner Amtsbefugnisse in der vorgeschriebenen Form aufgenommen worden sein,
- über einen Anspruch errichtet worden sein, der einer vergleichsweisen Regelung zugänglich, nicht auf Abgabe einer Willenserklärung gerichtet ist und nicht den Bestand eines Mietverhältnisses über Wohnraum betrifft und
- der Schuldner muss sich in der Urkunde wegen des zu bezeichnenden Anspruchs der sofortigen Zwangsvollstreckung unterwerfen.

## Unterwerfungserklärung
Die Erklärung der Unterwerfung ist eine ausschließlich auf das Zustandekommen eines Vollstreckungstitels gerichtete Willenserklärung, die nur prozessrechtlichen Grundsätzen untersteht. Sie kann auch durch einen Vertreter abgegeben werden. Die Vollmacht des Vertreters bei Beurkundung der Unterwerfungserklärung bedarf der öffentlichen oder öffentlich beglaubigten Form. Die Unterwerfung durch einen vollmachtlosen Vertreter kann nach Genehmigung des Vertretenen oder Vollmachtsnachweis Wirksamkeit gegen den Schuldner erlangen.
Ein zur Duldung der Zwangsvollstreckung verpflichteter Dritter kann in der Urkunde die sofortige Zwangsvollstreckung in die seinem Recht unterworfenen Gegenstände bewilligen (§ 794 Abs. 2 ZPO).

## Vollstreckbare Ausfertigung
Für die Erteilung der vollstreckbaren Ausfertigung ist der Notar zuständig, der die Urkunde verwahrt (§ 797 Abs. 2 ZPO). Dabei hat er die materiellen Voraussetzungen des zu vollstreckenden Anspruchs grundsätzlich nicht zu prüfen. Die Wirksamkeit einer in einem notariellen Vertrag vereinbarten Klausel, dass dem Verkäufer auf jederzeitiges Verlangen eine vollstreckbare Ausfertigung der Urkunde ohne Fälligkeitsnachweis zu erteilen ist, ist aber umstritten. Das betrifft insbesondere einen in Allgemeinen Geschäftsbedingungen (AGB) enthaltenen Nachweisverzicht.

## Rechtsschutz
Gegen die Ablehnung der Klauselerteilung ist für den Gläubiger in § 54 BeurkG eine besondere Beschwerdemöglichkeit vorgesehen. Hingegen kann der Schuldner die Klauselerteilung nach den allgemeinen Grundsätzen anfechten, also durch Erinnerung (§ 732, § 795, § 797 Abs. 3 ZPO) oder durch Klauselgegenklage (§ 768, § 795, § 797 Abs. 5 ZPO). Die Unwirksamkeit der Urkunde aus materiellen Gründen kann ferner mit einer Klage analog § 767 ZPO geltend gemacht werden.

## Beispiele
Im Rahmen der notariellen Beurkundung von Grundstückskaufverträgen unterwirft sich der Käufer wegen der Zahlung des Kaufpreises üblicherweise der sofortigen Zwangsvollstreckung aus der Kaufvertragsurkunde in sein gesamtes Vermögen. Hierdurch wird sichergestellt, dass der Verkäufer bei Verzug des Käufers nicht erst aufwendig vor Gericht auf Zahlung klagen muss, sondern in gleicher Weise wie aus einem gerichtlichen Urteil unmittelbar die Vollstreckung gegen den säumigen Käufer betreiben kann.
Ein weiterer praktisch wichtiger Fall der vollstreckbaren Urkunde betrifft die Sicherung einer Darlehensforderung durch ein Grundpfandrecht (Hypothek, Grundschuld). Hier bedarf die Bestellung des Grundpfandrechts zu ihrer Eintragung in das Grundbuch ohnehin der notariellen Beglaubigung der Unterschrift (§ 29 GBO). Die – insbesondere bei Bankkrediten regelmäßig formularmäßige – Urkunde enthält in diesen Fällen zugleich regelmäßig die Unterwerfungserklärung des Grundstückseigentümers wegen des dinglichen Anspruchs aus dem Grundpfandrecht (§ 1147, § 1192 Abs. 2 BGB). So wird erreicht, dass der Gläubiger – also etwa die finanzierende Bank – den säumigen Kreditnehmer nicht erst auf Duldung der Zwangsvollstreckung in den belasteten Grundbesitz verklagen muss, sondern unmittelbar Vollstreckungsmaßnahmen ergreifen kann. Bei der Grundschuld übernimmt der Eigentümer in aller Regel außerdem hinsichtlich des nominellen Grundschuldbetrages die persönliche Haftung mit seinem gesamten Vermögen. Dieses abstrakte Schuldversprechen nach § 780 BGB begründet einen weiteren Anspruch des Gläubigers, wegen dessen Erfüllung dieser aus der Urkunde vollstrecken kann. Dem Gläubiger wird für den Fall ausbleibender Rückzahlung des Darlehens auf diese Weise ein umfassender Vollstreckungszugriff auch auf alle übrigen Vermögensgegenstände des Schuldners ermöglicht.
Eine andere praktisch vorkommende Situation ist die, dass der Schuldner eine unstreitig bestehende Schuld aus finanziellen Gründen nicht erfüllen kann. Statt sich nun vom Gläubiger unter vergleichsweise hohen Kosten auf Zahlung verklagen zu lassen, kann der Schuldner beim Notar kostengünstig ein Schuldanerkenntnis errichten und sich der Vollstreckung unterwerfen. Erhält der Gläubiger die vollstreckbare Ausfertigung dieser Urkunde, entfällt für ihn die Notwendigkeit eines gerichtlichen Verfahrens, da er aus der Urkunde in gleicher Weise wie aus einem Urteil vollstrecken kann. Der Schuldner verbindet die Übersendung der Urkunde zweckmäßigerweise mit einem Angebot zur Ratenzahlung, um den Gläubiger zugleich von einer Vollstreckung und den auch damit verbundenen Kosten abzuhalten.
Aus Jugendamtsurkunden findet die Zwangsvollstreckung statt, wenn die Erklärung die Zahlung einer bestimmten Unterhaltssumme betrifft und der Schuldner sich in der Urkunde der sofortigen Zwangsvollstreckung unterworfen hat (§ 60 SGB VIII). Der Unterhalt kann hierbei auch dynamisch tituliert werden, also in der Weise, dass er mit zunehmendem Alter des Kindes und bei sonstigen Erhöhungen der Unterhaltssätze automatisch anwächst. Setzt der Schuldner dann irgendwann mit der Zahlung aus, kann der Unterhaltsbedürftige unmittelbar vollstrecken und muss nicht erst das Familiengericht anrufen. Derartige Urkunden unterliegen wie andere Unterhaltstitel der Abänderung bei einer wesentlichen Änderung der Verhältnisse, also etwa dann, wenn ein Kind in den Haushalt des Unterhaltsschuldners wechselt, wenn sich sein Bedarf durch Aufnahme einer betrieblichen Ausbildung verringert, wenn der Schuldner aufgrund erhöhter Einkünfte mehr zahlen muss o. ä.